# Хизель, Франц Эдуард (младший)
Франц Эдуард Хизель (нем. Franz Eduard Hysel; 10 сентября 1801, Грац — 28 сентября 1876, Нюрнберг) — немецкий оперный певец (тенор). Сын Франца Эдуарда Хизеля (старшего) и певицы Алоизии Каффка, внук Иоганна Кристофа Каффки.
В 19 лет дебютировал на оперной сцене Граца, заменив заболевшего певца в партии Монтиньи в опере Фердинандо Паэра «Саргино» (оркестром дирижировал его отец). Выступал в театрах Рааба, Линца, Боцена, Инсбрука, Праги и других городов Австрийской империи, пока в 1826 г. не обосновался в Нюрнберге, дебютировав всё в той же партии Монтиньи. На протяжении нескольких десятков лет выступал в оперных и драматических спектаклях.
В 1863 году опубликовал книгу «Театр в Нюрнберге с 1612 по 1863 год» (нем. Das Theater in Nürnberg von 1612 bis 1863), в значительной мере состоявшую из собственных мемуаров.